# An Other Cup
An Other Cup è un album discografico di Yusuf Islam (Cat Stevens) del 2006. È presente in una versione standard con undici canzoni e in una limited edition con dodici canzoni, un packaging e un libretto illustrato di quarantaquattro pagine.
L'album si presenta come ponte tra presente e passato, tra il cantante votato al successo di ieri e l'uomo impegnato e religioso di oggi.
La ripresa del filo musicale, sospeso nei tardi anni settanta, apporta solo piccoli ritocchi al discorso musicale, inserendo elementi di spiritualità islamica.

## Tracce
1. Midday (Avoid City After Dark) -4:24
2. Heaven / Where True Love Goes -4:50
3. Maybe There's A World -3:06
4. One Day At A Time -4:54
5. When Butterflies Leave -0:41
6. In The End -4:02
7. Don't Let Me Be Misunderstood -3:22 (Bennie Benjamin, Gloria Caldwell, Sol Marcus)
8. I Think I See The Light -5:34
9. Whispers From A Spiritual Garden -2:04
10. The Beloved -4:51
11. Greenfields, Golden Sands -3:28